# Campos de filtración de soviéticos
Los campos de filtración de soviéticos, denominados oficialmente como campos de detección y filtración de la NKVD (en ruso: Проверочно-фильтрационные лагеря НКВД СССР), originalmente conocidos como campos de propósito especial de la NKVD/campos especiales de la NKVD (en ruso: лагеря специального назначения НКВД СССР, спецлагеря НКВД), eran campamentos para la detección de los soldados soviéticos que regresaban de territorios ocupados por el enemigo, encarcelamiento enemigo o cerco enemigo. Hubo preocupación en el gobierno de la Unión Soviética de que los ciudadanos que habían estado fuera de la supervisión del régimen y los servicios de seguridad pudieran necesitar una revisión para asegurar su lealtad política.

## Desarrollo
Al final de la Segunda Guerra Mundial, se encargaron de la selección de todas las personas de los territorios soviéticos ocupados por la Alemania nazi. Los campamentos de propósito especial de la NKVD fueron establecidos por la Orden de la NKVD No. 001735 del 28 de diciembre de 1941, titulada "Sobre el establecimiento de campamentos especiales para los ex soldados del Ejército Rojo que se encontraban en cautiverio o cercados por el enemigo"). Por orden NKVD No. 00100 del 20 de febrero de 1945, fueron rebautizados como "campos de verificación y filtración". Los prisioneros de guerra supervivientes (alrededor de 1,5 millones), los ostarbeiter repatriados y otras personas desplazadas por un total de más de 4.000.000 de personas fueron enviadas a campos especiales de filtración de la NKVD (distintos de los Gulags).

### Porcentajes de internos
Para 1946:
- El 80 % de los civiles y el 20 % de los prisioneros de guerra fueron liberados.
- El 5 % de los civiles y el 43 % de los prisioneros de guerra fueron realistados.
- El 10 % de los civiles y el 22 % de los prisioneros de guerra fueron enviados a batallones de trabajo.
- 2% de los civiles y 15% de los prisioneros de guerra, (226.127 de un total de 1.539.475) fueron transferidos a la NKVD (efectivamente, al Gulag).[5][6]